# Passage Miriam-Makeba
Pour les articles homonymes, voir Rue Miriam-Makeba.
Le passage Miriam-Makeba est une voie du 12e arrondissement de Paris, en France.

## Situation et accès

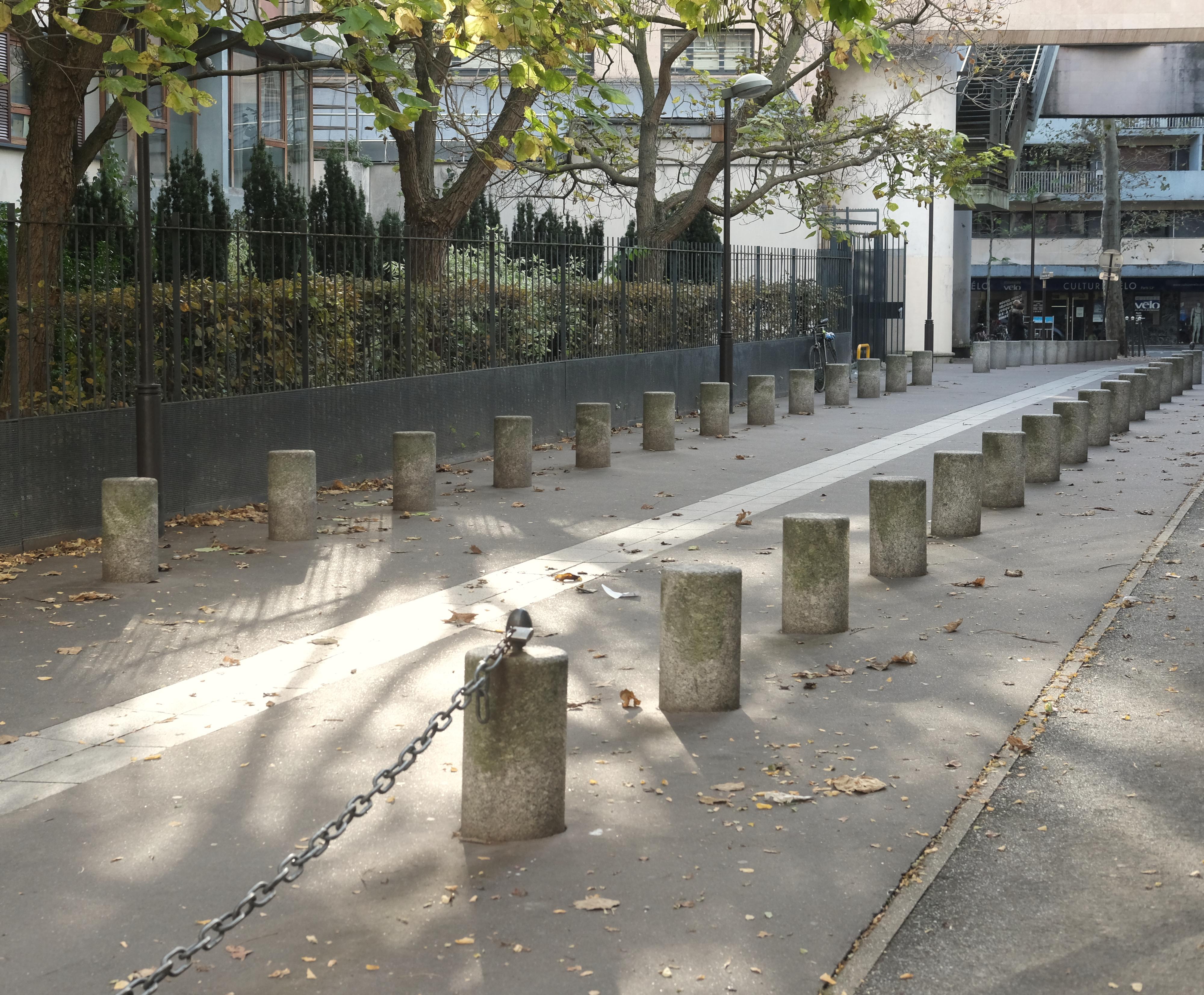
Bornes du passage empêchant le stationnement des voitures.

Le passage Miriam-Makeba est une rue principalement piétonne du centre-ouest du 12e arrondissement de Paris. Orienté sud-ouest/nord-est, il débute au sud-ouest au 133 bis, avenue Daumesnil et se termine au nord-est au 174 bis, rue de Charenton. Il mesure environ 60 m de long. Outre à ses extrémités, il n'est rejoint par aucune autre voie.

## Origine du nom
Il est initialement nommé « voie AA/12 » (ou passage commun AA/12). Cette désignation de la voie provient d'une désignation systématique des voies de circulation parisiennes pour lesquelles aucune identification préalable n'a été enregistrée : elle est formée d'un code d'une ou deux lettres, séparé du numéro de l'arrondissement par une barre oblique. « Voie AA/12 » désigne donc la 27e voie du 12e arrondissement à s'être trouvée dans ce cas. La nécessité de lui donner un nom plus conventionnel ne semble pas s'être présentée et la voie possédait des plaques officielles affichant ce code.
À titre d'exemple, quelques mètres plus au nord, entre les 170 et 172, rue de Charenton, s'ouvre la voie AC/12, une rue en impasse. La promenade plantée comporte par ailleurs, à une centaine de mètres plus à l'est, la passerelle BZ/12.
Cependant, en novembre 2013, la voie AA/12 est renommée « passage Miriam-Makeba » en hommage à la chanteuse sud-africaine Miriam Makeba (1932-2008).

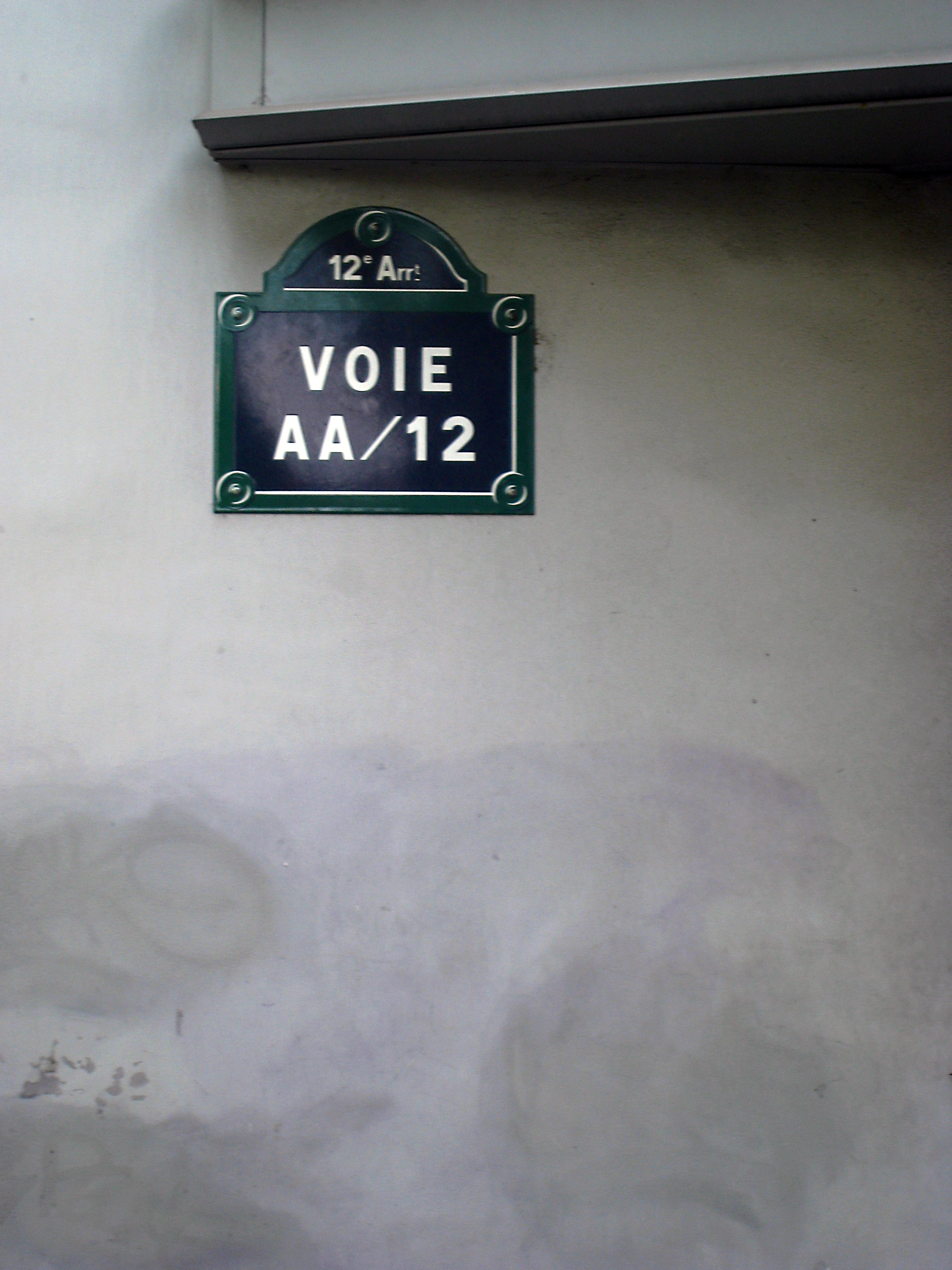
Ancienne plaque portant la dénomination provisoire « voie AA/12 », à l'intersection avec l'avenue Daumesnil.
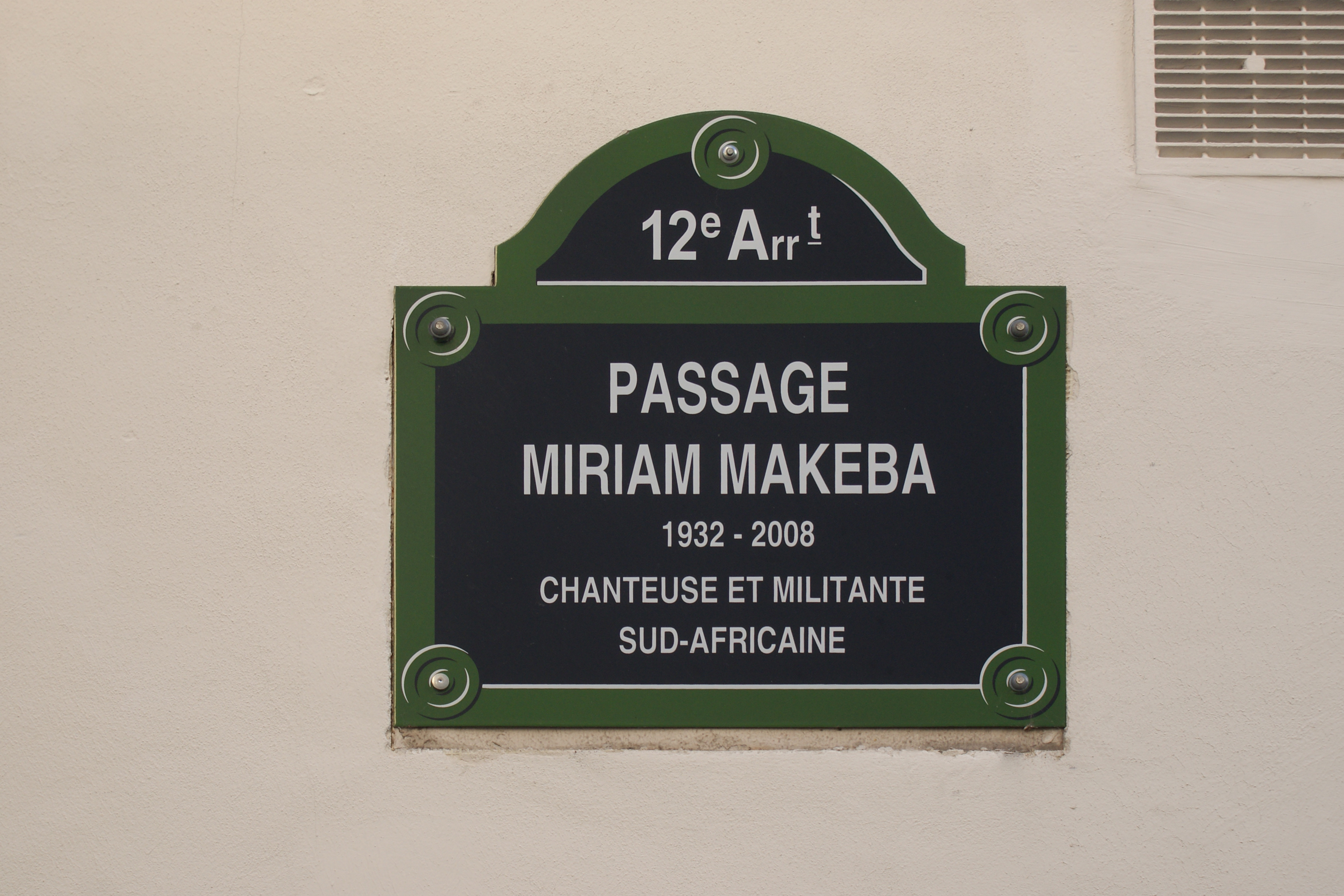
La nouvelle plaque.

## Bâtiments remarquables et lieux de mémoire
À son début sur l'avenue Daumesnil, le passage Miriam-Makeba passe sous la Promenade plantée, un escalier permettant d'ailleurs de rejoindre celle-ci.